# Давид (Нащинський)
Давид (в миру Данило Нащинський; 1721–1793) — Архімандрит Бізюківського Хрестовоздвиженського монастиря Смоленської єпархії, ректор Києво-Могилянської академії.

## Життєпис

### До 1758
Навчався у Києво-Могилянській академії (КМА). У списках студентів за 1736/1737 навчальний рік значиться у граматичному класі з відміткою «ученія не слабаго».
На кошти протектора КМА архієпископа Київського, Галицького і всієї Малої Росії Рафаїла Заборовського вивчав грецьку, староєврейську, халдейську, арабську й німецьку мови у всесвітньо відомому центрі орієнталістики — Магдебурзькій академії (м. Галле, Німеччина), слухав лекції в Кеніґсберзькому університеті.
З 1743 р. жив у м. Бреслау (тепер м. Вроцлав, Республіка Польща). Тут переклав кілька панегіриків, листів і богословських праць Т. Прокоповича, які були видані в збірниках під назвою «Miscellanea sacra» («Священне тисячоліття»; 1743) і «Lucubrationes illustrissimi ас reverendissimi Th. Procopovicz» («Праці, виконані по ночах, найяснішого і преосвященнішого Т. Прокоповича»; 1745). Заявив про себе як літератор, лінгвіст і перекладач.
Повернувшись бл. 1747 р. до Києва, відвідував лекції з поетики, риторики та філософії у Києво-Могилянській академії, вдосконалював знання з німецької мови у відомого професора С. Тодорського, став його послідовником як учений і просвітник.
У 1747–1755 рр. працював у КМА: вів класи граматики, синтаксими, піїтики, риторики й філософії, а також викладав німецьку, грецьку та нововведені — російську мову й скорочений курс російської поетики та риторики. Крім того, виконував обов'язки конґреґаційного префекта й префекта Києво-Могилянської академії.
У 1751 р. переклав російською мовою для студентів німецьку граматику Лангія. У 1752 р. почав читати філософію за підручником професора Бранденбурзької академії вольфіанця Християна Баумейстера «Elementa philosophiae Recentioris» («Елементи оглядової філософії»), лекції якого слухав у Кеніґсберзі і з яким підтримував наукові контакти. Таким чином, Києво-Могилянська академія пориває з арістотелівською традицією, на якій ґрунтувалася її стара філософська школа.
У 1755 р. його висвячено на архімандрита Слуцького Троїцького монастиря, що був центром православ'я на території України і Білорусі, які належали Речі Посполитій, і представляв там інтереси митрополита Київського.
У 1758 р. повернувся в Київ, де після смерті М. Максимовича одержав посаду ректора Києво-Могилянської академії (02.07.1758).

### Ректор КМА (1758-1761)
За його ректорства у Києво-Могилянській академії змінились характер і методика викладання окремих предметів, запроваджено підручники. Зокрема, російську мову і російську риторику він викладав за підручником М. Ломоносова. Першим запровадив російський тонічний вірш.
Велику увагу приділяв богослов'ю. В основу своїх лекцій поклав «Исповеданіе Кафоліческой і Апостольской веры» І. Дамаскіна. Широко залучав й інші богословські вчення, навчав студентів критично їх розглядати й спиратися в своїх судженнях на першоджерела. З цією метою у 1759/60 навчальному році провів показовий богословський диспут.
Уславився як здібний і діяльний викладач, знавець мов, проповідник, книголюб (зібрав велику бібліотеку). Листувався з вітчизняними і зарубіжними вченими-просвітниками. Але добрі стосунки з викладачами Києво-Могилянської академії не склалися, оскільки він став ректором за рекомендацією Київської консисторії, в той час як академічна корпорація хотіла бачити на цій посаді іншу людину. Він звертався за підтримкою до протектора КМА, митрополита Київського, Галицького і всієї Малої Росії А. Могилянського. «Прошу, — писав він, — архіпастирською інструкцією окреслити точні межі начальництва ректорського над викладачами».
Його наполегливість і вимогливість викликали невдоволення. Окрім того, він підтримав настоятеля Київського Братського монастиря, котрий став відпускати менше коштів на утримання викладачів. Незадоволення переросло в конфлікт. Митрополит змушений був стати на бік викладачів. Нащинський відмовився від ректорства.

### Монастирське життя (з 1761)
У 1761 р. його висвячено на архімандрита Гамаліївського Різдвобогородицького Харлампіївського монастиря Чернігівської єпархії.
У 1769–1772 роках був архімандритом Глухівського Петропавлівського монастиря (один з найдовершеніших архітектурних ансамблів доби розквіту українського бароко. Головне місце в ньому займав собор Петра і Павла (1697 р.), поруч з трапезною церквою. З північного боку було збудовано надбрамну Михайлівську церкву (1712 р.), з південно-західного боку два корпуси братських келій).
З 1772 — архімандрит Бізюківського Хрестовоздвиженського монастиря Смоленської єпархії, де доклав багато сил на захист ставропігійних прав монастиря.
Нащинський є автором ґрунтовної доповідної в синодську контору, в якій вимагав повернути монастиреві Георгіївську церкву. Цю церкву передали парафіянам с. Слободки, що, на його думку, спричинило до значних, далеко не благочестивих дійств на території монастиря, особливо у дні церковних свят. Доповідна вражає чіткою логікою, стилем, багатством побутових деталей з життя селян і монастиря.
1774 р. збудував нову Успенську Трапезну церкву. Під час освячення встановлено великий хрест (його можна було бачити ще на поч. XX ст.).
Останнє з численних його прохань до синоду 1789 р. — перевести його за станом здоров'я на спочинок з пенсією до Києво-Печерської лаври — нарешті вдовольнили: тут він прожив іще чотири роки.
Похований на кладовищі Дальніх печер Києво-Печерської лаври біля Різдвобогородицької церкви.